# Amir 2.0
Amir 2.0 è un album di Amir, pubblicato nel 2009 dall'etichetta discografica Amirmusic.

## Tracce
1. Oltre i tuoi limiti (prod. Ceasar & PStarr)
2. Dimmi di si feat. Daniele Vit (prod. Ceasar & PStarr)
3. Ogni maledetta domenica feat. Two Fingerz (prod. Roofio)
4. Sono ancora qui (prod. C Brownz)
5. La febbre sale feat PStarr (prod. Ceasar & PStarr)
6. Non cerco più la verità (prod. DJ Nais & Daniele Vit)